# Orden der Republik (Tschechoslowakei)

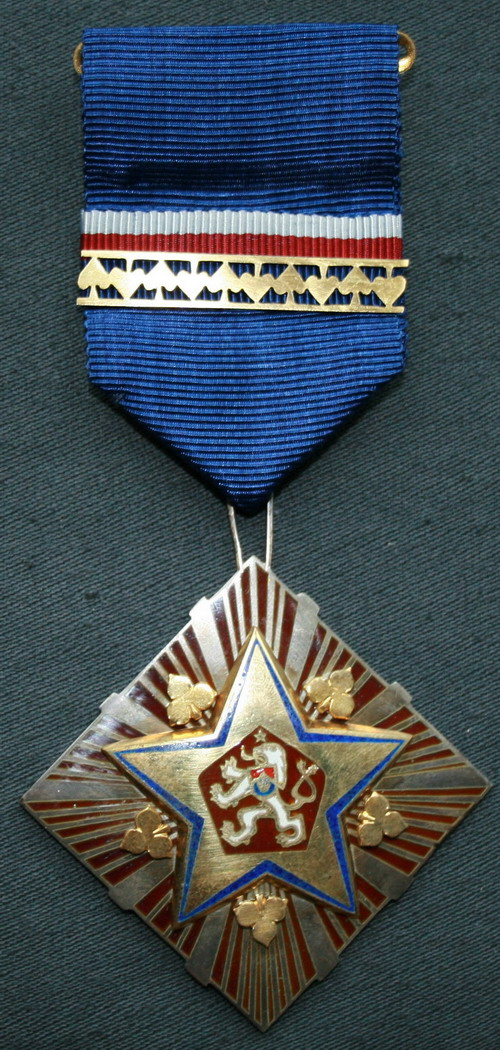
Orden der Republik, Version 1977

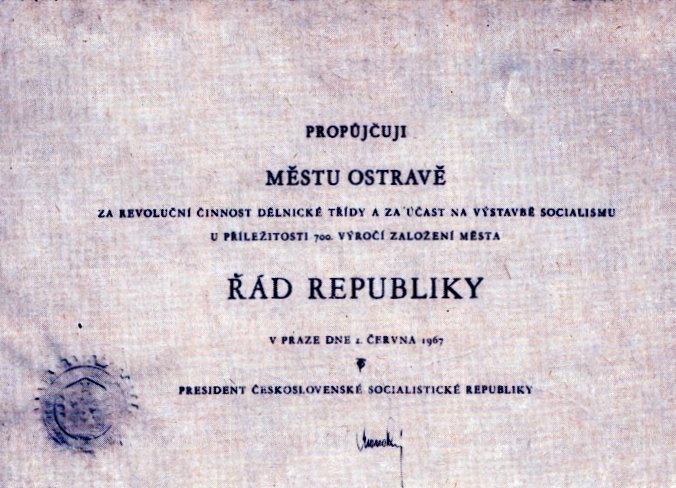
Urkunde über die Auszeichnung der Stadt Ostrava vom 1967

Der Orden der Republik (cs: Řád republiky) war eine der höchsten Auszeichnungen der Tschechoslowakei und wurde durch die Regierungsverordnung 30/1951 vom 3. April 1951 geschaffen.
Der Orden existierte in mehreren Varianten und wurde grundsätzlich durch den Präsidenten an Einzelpersonen wie Kollektive (auch Gemeinden usw.) verliehen. Mit diesem Orden sollten außerordentliche Leistungen für den Aufbau der Tschechoslowakei gewürdigt werden, insbesondere in den Bereichen friedliche Steigerung der wirtschaftlichen Produktion, Tätigkeit in der Politik, Kultur und Wissenschaft sowie der Landesverteidigung.
Laut den Aufzeichnungen des Präsidialamtes wurde der Orden der Republik während seines Bestehens von 1951 bis 1990 insgesamt 862 Mal verliehen.